# 1-Octadecanol
1-Octadecanol (oft auch Stearylalkohol) ist ein langkettiger, einwertiger Alkohol, der zur Gruppe der Fettalkohole gezählt wird. Aufgrund der geringen Polarität ist er im Gegensatz zu den kurzkettigen Alkoholen nicht mehr in Wasser, dafür aber in zahlreichen apolaren Lösungsmitteln löslich.

## Vorkommen

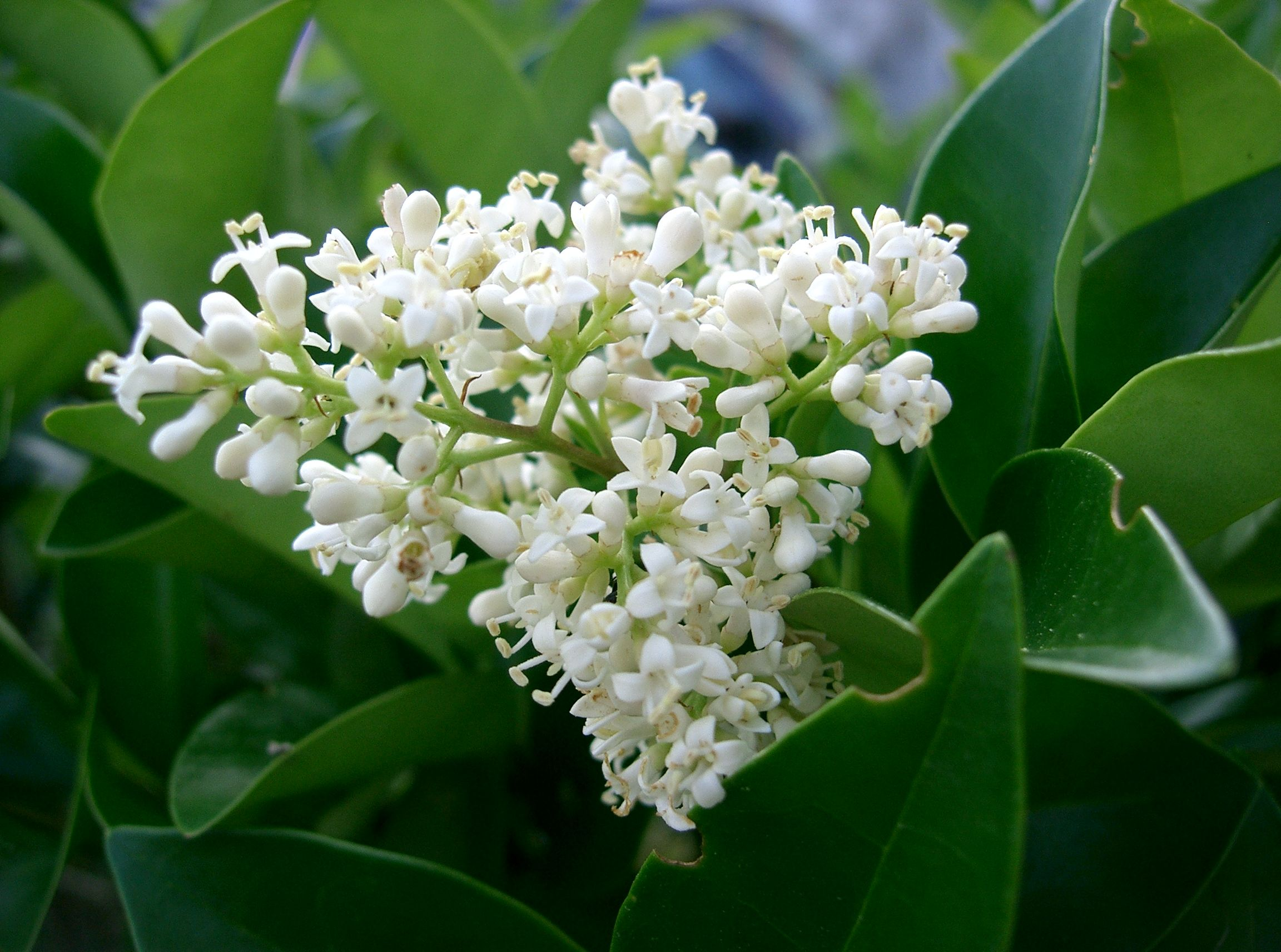
Japanischer Liguster enthält 1-Octadecanol

Natürlich kommt 1-Octadecanol in Japanischem Liguster (Ligustrum japonicum), Arznei-Engelwurz (Angelica archangelica), Eingriffeligem Weißdorn (Crataegus monogyna), Kava (Piper methysticum) und Kartoffeln (Solanum tuberosum) vor.

## Darstellung
Ausgangsstoff ist Stearinsäure, gewonnen aus Fetten und fetten Ölen. Der Alkohol wird über Alkylester (Stearate) durch Hydrierung hergestellt.
1-Octadecanol zählt zu den chemischen Substanzen, die in großen Mengen hergestellt werden („High Production Volume Chemical“, HPVC) und für die von der Organisation für wirtschaftliche Zusammenarbeit und Entwicklung (OECD) eine Datensammlung zu möglichen Gefahren („Screening Information Dataset“, SIDS) angefertigt wurde.

## Eigenschaften

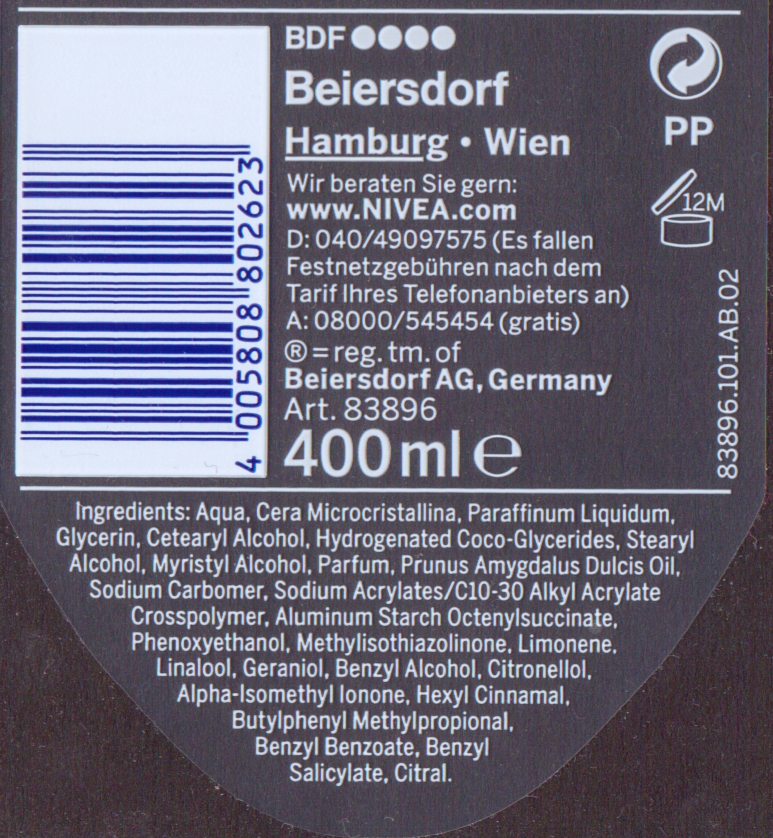
INCI-konforme Angabe der Inhaltsstoffe (u. a. Stearyl Alcohol = Stearylalkohol) eines Kosmetikums auf der Rückseite der Packung unten.

Die Verbindung weist einen Flammpunkt von ca. 185 °C und eine Zündtemperatur von 450 °C auf.

## Verwendung
1-Octadecanol gehört zur Gruppe der lipophilen Fettalkohole, die als Hilfsstoffe in pharmazeutischen oder kosmetischen Präparaten eingesetzt werden. Er wird in halbfesten Zubereitungen (Salben, Hautcremes) als konsistenzgebende und strukturverstärkende Komponente genutzt. In Kombination mit Cetylalkohol ergibt sich der Hilfsstoff Cetylstearylalkohol. In kosmetischen Artikeln wird 1-Octadecanol oft als Salbengrundlage verwendet.
1-Octadecanol wird als Rohmaterial zur Herstellung von nichtionischen Tensiden, anionischen Tensiden, z. B. Fettalkoholsulfaten, und als Schmiermittel in der Metall- und Textilindustrie eingesetzt.